# Толуендиізоціанат
Толуендиізоціанáт (Толуолдиізоціанат, ТДІ) — ароматичний диізоціанат, органічна сполука з формулою CH3C6H3(NCO)2. Два з шести можливих ізомерів мають комерційне значення: 2,4-ТДІ (CAS: 584-84-9) та 2,6-ТДІ (CAS: 91-08-7).
2,4-ТДІ виробляється в чистому стані, але ТДІ часто продається у вигляді сумішей 80/20 та 65/35 із 2,4-і 2,6-ізомерів відповідно. Виробляється у великих масштабах, на виробництво ТДІ припадає близько 30% світового ринку ізоціанатів станом на лютий 2011 р, поступаючись лише МДІ. ТДІ разом з поліолом є сировиною для виробництва поліуретанів. Всі ізомери ТДІ безбарвні, хоча комерційні зразки можуть виглядати жовтими.
У високих концентраціях дуже отруйний.

## Синтез
2,4-ТДІ готують у три стадії з толуолу через динітротолуол та 2,4-діамінотолуол (ТДА). Нарешті, ТДА піддається фосгенації, тобто обробці фосгеном з утворенням ТДІ. На цьому останньому етапі утворюється HCl як побічний продукт, і це є основним джерелом промислової соляної кислоти.
Під час дистиляції сирої суміші ТДІ утворюється суміш 2,4-ТДІ та 2,6-TDI 80:20, відома як ТДІ (80/20). Диференціація або поділ ТДІ (80/20) може використовуватися для отримання чистого 2,4-ТДІ та суміші 2,4-ТДІ та 2,6-ТДІ у пропорції 65:35, відомого як ТДІ (65/35).

## Застосування
Функціональні групи ізоціанатів у ТДІ реагують з гідроксильними групами, утворюючи карбаматні (уретанові) ланки. Дві групи ізоціанатів у ТДІ реагують з різною швидкістю: 4-позиційне приблизно в чотири рази більш реактивне, ніж 2-позиційне. 2,6-ТДІ є симетричною молекулою і, отже, має дві ізоціанатні групи з подібною реакційною здатністю, подібною до 2-позиції на 2,4-ТДІ. Однак, оскільки обидві ізоціанатні групи приєднані до одного ароматичного кільця, реакція однієї ізоціанатної групи призведе до зміни реакційної здатності другої ізоціанатної групи. Він також іноді використовується в ракетних паливних установках.
Застосовується у виробництві гнучких пінополіуретанів.

## Небезпеки
LD50 для ТДІ становить 5800 мг/кг при оральному контакті та LC50 610 мг/м3 для пари. Незважаючи на вказану низьку токсичність, ТДІ класифікується Європейським Співтовариством як «дуже токсичний».
У США Адміністрація безпеки та гігієни праці встановила допустиму межу впливу зі стелею 0,02 проміле (0,14 мг/м 3), тоді як Національний інститут безпеки та гігієни праці не встановив рекомендовану межу впливу через класифікацію толуолдиізоціанату як можливого професійного канцерогену. Ця хімічна речовина була однією з багатьох, які спричинили два масові вибухи на складі хімічних речовин, розміщеному в Тяньцзіні, Китай 13 серпня 2015 р.
Доступна інформація щодо поводження, засобів індивідуального захисту, моніторингу опромінення, транспортування, зберігання, відбору проб та аналізу ТДІ, роботи з аваріями, а також питань охорони здоров'я та навколишнього середовища. Усі основні виробники ТДІ є членами Міжнародного інституту ізоціанатів, , метою якої є сприяння безпечному поводженню ТДІ на робочому місці, в громаді та в навколишньому середовищі.